# Goleta austral
 Goleta austral   es una película en blanco y negro de Argentina dirigida por Oscar E. Carchano según el guion de Reynaldo Salvador que fue producida en 1956 pero nunca fue estrenada comercialmente, si bien fue exhibida en televisión. Tuvo como protagonistas a Tito Alonso, Diana Ingro, Ricardo Trigo y Norberto Sánchez Calleja.

## Sinopsis
Pasiones y enfrentamientos por una mujer en un barco de contrabandistas de pieles.

## Reparto
- Tito Alonso
- Diana Ingro
- Ricardo Trigo
- Norberto Sánchez Calleja
- Blanca Lafont
- Claudio Lucero
- Castillo Soto
- Juan Etchevarne
- Oscar Vitale

## Comentarios
Manrupe y Portela escriben:

”Risible película filmada en Ushuaia…Su exhibición televisiva permite disfrutar del look Marilyn Monroe de Diana Ingro, la horrible música de órgano y las actuaciones y maquetas de madera.”